# 洪連生
洪連生（1946年—1999年），高雄縣路竹鄉（今高雄市路竹區）人，台灣早期布袋戲的宗師，黃海岱是他的姑丈。
1960年進入五洲園布袋戲團演出。1976年「洪連生木偶劇團」成立，在全臺灣各地巡迴演出。1989年擔任中華電視台綜藝節目《連環泡》之短劇單元〈中國電視史〉片頭設計。1999年8月30日凌晨因肝癌病逝於台北醫學院附設醫院。